# Аббади, Жак
Жак Аббади (фр. Jacques Abbadie), также известный как Джеймс Аббади (3 мая 1654 — 25 сентября 1727) — протестантский священник и писатель.

## Биография
Жак Аббади родился приблизительно в 1654 году в Не (область Беарн) во Франции, учился в Седане и Сомюре. Его ранние успехи в учёбе позволили ему получить степень доктора богословия в академии в Седане, когда ему было всего лишь семнадцать лет.
В 1676 году он принял приглашение от члена Коллегии выборщиков Бранденбурга (Германия) служить пастором французской Протестантской церкви в Берлине. В 1684 году посетил Нидерланды. Его маленькая паства начала быстро расширяться после того, как Эдиктом Фонтенбло 17 октября 1685 года был отменён принятый в 1598 году Генрихом IV Нантский эдикт, гарантировавший гугенотам свободу вероисповедания, что вызвало крупномасштабную эмиграцию гугенотов в Бранденбург.
После того, как умер великий курфюрст (князь-выборщик) Бранденбурга в 1688 году, Аббади направился с маршалом Шомбергом в Голландию и затем в Англию с Принцем Оранским, который вскоре стал Королём Англии Вильгельмом III.
В 1690 году Жак Аббади был назначен главой французской Церкви в Савойской часовне в Лондоне. В 1699 год он стал деканом церкви Киллало в Ирландии. 
Умер Жак Аббади недалеко от Лондона 25 сентября 1727 года.